# 水木麗子
水木 麗子（みずき れいこ、1934年11月21日 - ）は日本の女優。本名・腰野佳子。

## 来歴
日大英文科中退。文学座研究生、東映を経て1958年、大映入社。「白いジープのパトロール」でデビュー。
1962年3月、大映本社宣伝部につとめる加賀祥夫（加賀まりこの兄）と結婚。

## 主な作品

### テレビ
- 少年ジェット（1959年 - 1960年.藤川静子役）
- 松本清張シリーズ・黒の組曲 / 球形の荒野（1962年.野上久美子役）

### 映画
- 暗黒街の脱走（1954年）
- 継母（1954年,西條雅枝）
- 魚河岸の石松 石松と女石松（1955年）
- 魚河岸の石松 二代目石松大あばれ（1955年）
- 正義の快男児 中野源治の冒険 ダイヤモンドの秘宝（1955年）
- 正義の快男児 中野源治の冒険 完結篇 地下砲台の恐怖（1955年.千代）
- 赤線の灯は消えず（1958年.文乃（青線出の女）
- 不敵な男（1958年.大下待江）
- 白鷺（1958年.久子）
- 親不孝通り（1958年.女店員A）
- 最高殊勲夫人（1959年.女給　あけみ）
- 流転の王妃（1960年.稲）
- 歌行燈（1960年）
- 黒い樹海（1960年.笠原信子）
- 女は夜化粧する（1961年）
- お琴と佐助（1961年.おしま）